# Monster Hunter 3 Ultimate
Monster Hunter 3 Ultimate ((モンスターハンター3 (トライ) G?, Monsutā Hantā Torai G) è la versione europea e nord americana di Monster Hunter 3G, che è il sequel di Monster Hunter Tri. Il videogioco è il primo Monster Hunter uscito per Nintendo 3DS e Wii U.
Il videogioco è uscito in Giappone il 10 dicembre 2011, in Nord America il 19 marzo 2013 e in Europa il 22 marzo 2013. Il videogioco è giocabile in modalità Giocatore singolo e Multigiocatore nella versione Nintendo 3DS, mentre nella versione per Wii U è compreso anche della modalità Multiplayer online. La versione Giapponese del gioco per Wii U si chiama Monster Hunter 3G HD e ha anch'essa la possibilità di giocare in modalità Multiplayer online. Il titolo ha avuto una valutazione di 38/40 dalla prestigiosa rivista nipponica Famitsū.

## Caratteristiche
Il gioco contiene elementi sia di Monster Hunter Tri che di Monster Hunter Portable 3rd, e reintegra alcuni mostri da Monster Hunter Freedom 2 come il Plesioth, che potrà essere combattuto anche dentro l'acqua. Sono disponibili tutti i mostri del terzo capitolo, più altri degli episodi precedenti. Fa inoltre il suo ritorno Cha-Cha, affiancato ora da un altro suo simile, di nome Kayamba, che lo aiuterà a dare supporto al cacciatore con nuove maschere ed abilità. Come nei precedenti capitoli, sono presenti anche i Felyne, ma essi non danno alcun aiuto nella caccia.

## Trama
Il protagonista è un cacciatore novizio inviato dalla Gilda Dei Cacciatori nel villaggio di Moga, costantemente colpito da una serie di spaventosi terremoti che rischiano di far inabissare l'isola e che si verificano frequentemente. Dopo essere arrivato ed aver assistito ad una devastante scossa che distrugge la fattoria, il cacciatore fa la conoscenza del Capo Villaggio, di Zuccherino (referente della Gilda e addetta al banco missioni dell'isola) e di altri personaggi, tra i quali il Figlio del Capo (soprannominato Junior). Il Capo illustra quindi la situazione: è sicuro che i terremoti siano causati dal Lagiacrus, terribile Leviathan simile ad un coccodrillo capace di produrre elettricità tramite degli organi presenti sulla sua schiena (nonché mostro sulla copertina del gioco originale). Tuttavia, il protagonista non è ancora pronto per affrontare la bestia, essendo un novizio, e viene incitato ad imparare i fondamenti della caccia.
Nel mentre, Zuccherino sta ancora cercando di convincere la Gilda dei Cacciatori ad iniziare ad inviare delle missioni per il protagonista. Tuttavia, l'organizzazione si dimostra estremamente disinteressata e cede solo dopo un determinato periodo di tempo (che il cacciatore utilizza per imparare la meccanica delle uscite nei Boschi di Moga). Finalmente, dalla Gilda giungono le prime missioni, relative alla raccolta di alcuni funghi speciali e alla consegna di delle budella di mostro. Dopo aver completato la prima missione ed aver aiutato il Capo Contadino a sbarazzarsi di alcune Jaggia che intralciavano i raccolti, il cacciatore si dirige a raccogliere le budella, facendo però un inaspettato incontro: infatti, il Lagiacrus invade l'area, obbligando alla fuga il protagonista, che riesce comunque a completare la missione.
Completate le prime missioni, dalla Gilda giunge la prima missione urgente, che il cacciatore deve completare per poter passare alle missioni di rango successivo (le due stelle), relativa all'uccisione di alcune Ludroth. Così, il Capo Villaggio assegna al protagonista la prima missione di caccia ad un mostro grande: un Gran Jaggi da affrontare nelle Piane Sabbiose, seconda area di gioco. Dopo aver eliminato il Gran Jaggi ed aver anche catturato un Arzuros, imparando così anche i fondamenti della cattura ai mostri, un ragazzino del villaggio rientra senza fiato affermando di avere visto un "folletto" nei Boschi di Moga e si offre di pagare lui stesso la quota per la missione. Il protagonista accetta di aiutarlo, pur sapendo che il compenso della missione sarà a dir poco misero, e fa la conoscenza della misteriosa creatura: uno Shakalaka, piccolo essere umanoide membro di una tribù che risiede molto lontano da Moga. Questo individuo afferma di chiamarsi Cha-Cha e di essersi perso per colpa di un altro Shakalaka mentre cercava la Maschera Suprema, oggetto leggendario del quale si parla nelle leggende Shakalaka. Per ringraziare il cacciatore per averlo salvato da alcuni Jaggi e Ludroth, accetta di accompagnarlo come "assistente" nelle missioni.
Successivamente, il protagonista si occupa di alcune missioni (avendo già raggiunto le tre stelle) relative all'eliminazione di un Qurupeco nella Piane Sabbiose ed un Ludroth Reale nella Foresta Inondata (nuova zona di caccia); la seconda missione è per conto della Pescivendola del villaggio, la quale ha bisogno di aiuto: i capitani delle tre principali navi da pesca di Moga (Leader, Lancianera e Lanciarossa) hanno appena visto le loro navi distrutte dal Lagiacrus, che nel frattempo si sta avvicinando sempre più a Moga. Abbattuto il Ludroth Reale, il cacciatore elimina anche un Barroth nelle Piane Sabbiose, convincendo la Gilda ad assegnargli la missione urgente. Inoltre, il Capo Villaggio afferma di considerare ormai il cacciatore pronto per affrontare il Lagiacrus e promette di avvisarlo quando qualcuno avvisterà la bestia.
Tale missione prevede di affrontare un inquietante Leviathan della Foresta Inondata noto come Gobul, colpevole di aver appena distrutto la nave di un mercante che commercia con il villaggio di Moga. Il protagonista fa così anche la conoscenza del Capitano del Mercantile, uomo orientale che smercia i beni di Moga con altre aree, portando poi i frutti del viaggio al villaggio. Tuttavia, il Capo Villaggio ha delle notizie importanti: il Lagiacrus è stato avvistato sulla costa. Il protagonista parte per affrontarlo e riesce a respingerlo, facendolo ripiegare in mare aperto. L'intero villaggio è in festa, sapendo di avere finalmente dalla loro parte qualcuno capace di poter sconfiggere il terribile mostro. Nonostante ciò, il Capo sa che il Lagiacrus non è morto e che, di conseguenza, tornerà; inoltre, aggiunge che la prossima volta lo scontro sarà molto più duro (in quanto il Lagiacrus si farà affrontare solo in acqua, dove possiede molta più mobilità del cacciatore). Tuttavia, per tenere alto il morale del villaggio, Zuccherino presenta al cacciatore una nuova zona di caccia, la Tundra, e per tenerlo in allenamento, gli comunica la prossima missione della Gilda: affrontare una Rathian.
Eliminata anche la Rathian, il Capo Villaggio comunica al protagonista del ritorno del Lagiacrus: la belva questa volta pare essere a dir poco furiosa e punta dritta su Moga, decisa a distruggerla. Così, supportato da tutto il villaggio, il protagonista si prepara al duello finale e, dopo un epocale scontro, abbatte finalmente il terribile Leviathan. Tuttavia, le scosse sono tutt'altro che finite; infatti, un altro potente terremoto colpisce il villaggio, lasciandone gli abitanti scioccati. Come se non bastasse, Cha-Cha è misteriosamente sparito dopo lo scontro con il Lagiacrus e la Gilda si prepara a far evacuare Moga. Tuttavia, grazie all'insistenza di Zuccherino, l'organizzazione sospende l'ordine di evacuazione e si mobilita per scoprire la vera causa delle scosse.
Dopo aver completato un'altra missione assegnata della Gilda (consegna di alcune Pietre-Polvere o cattura di un altro Lagiacrus, la decisione spetta al giocatore) ed aver sbloccato un'altra zona di caccia, il Vulcano, il Capo comunica al protagonista l'apparizione di un altro Shakalaka nella Foresta Inondata. Convinto che si tratti di Cha-Cha, il cacciatore si dirige sul luogo per salvarlo da un Duramboros che lo Shakalaka sembra aver infastidito. Tuttavia, il protagonista si ritrova davanti un secondo omuncolo che si presenta come Kayamba e rivela di essere uscito per cercare una Maschera Leggendaria ma di essersi perso a causa di Cha-Cha, rivelando di essere lo stesso Shakalaka del quale Cha-Cha parlava ad inizio gioco. Nonostante ciò, Kayamba accetta di aiutare il protagonista nelle sue missioni.
Dopo che il cacciatore abbatte un Nibelsnarf nelle Piane Sabbiose ed un Volvidon nel Vulcano, Cha-Cha fa il suo ritorno al villaggio, affermando di aver scoperto la vera origine dei terremoti, causati, a quanto sembra, da un gigantesco drago marino. Sebbene questa notizia non venga inizialmente creduta da nessuno nel villaggio, la Gilda ne conferma, davanti allo stupore di tutti, la veridicità: il colpevole è un mastodontico Drago Anziano marino noto come Ceadeus. L'organizzazione ordina così l'immediata evacuazione del villaggio, affermando semplicemente che "non è la prima volta che il Ceadeus si comporta in questo modo". Così, il Capo Villaggio si rassegna e comunica al protagonista la verità: lui era, un tempo, un cacciatore, e conosceva molto bene la Gilda dei Cacciatori. I suoi antenati fecero costruire, dove ora sorge Moga, uno splendido villaggio, che venne poi inabissato dal Ceadeus, esattamente come ora sta succedendo a Moga. Ormai rassegnato, il Capo afferma che, così come i suoi antenati sono caduti davanti al drago marino, ora tocca a loro. 
Tuttavia, il protagonista non ha intenzione di arrendersi e decide di affrontare personalmente il Ceadeus, contrariamente al pensiero della Gilda, che preferiva lasciare che inabissasse il villaggio per costringerlo ad uscire allo scoperto ed inviargli contro un intero esercito. Così, consegna a Junior una serie di materiali (500 Punti Risorsa, Scaglie di Lagiacrus, minerale Pelagicite e Pelle di Sharq) necessari a riparare la Maschera Antica, strumento utilizzato dai loro antenati per respirare sott'acqua, in quanto l'unico ambiente dove è possibile affrontare il Ceadeus è l'oceano. La Gilda viene, tuttavia, a sapere dell'idea del protagonista e minaccia di far perdere il posto sia a lui che a Zuccherino se dovessero tentare di affrontare il drago marino. 
Ovviamente, né il protagonista né la sua "fidata referente", come ella stessa si autodefinisce, hanno intenzione di lasciar perdere e decidono quindi di depistare la Gilda facendo affrontare al protagonista un Rathalos nel Vulcano ed un Barioth nella Tundra, facendo credere all'organizzazione che il cacciatore abbia cambiato idea. Mentre Zuccherino studia un modo per togliersi letteralmente le attenzione della Gilda di dosso, il protagonista viene a sapere che la Maschera Antica è troppo piccola per essere indossata da lui e che quindi il piano sarebbe tecnicamente fallito. Tuttavia, entrano in gioco Cha-Cha e Kayamba, entrambi abbastanza minuti da poter indossare la maschera e capaci di rilasciare ossigeno per il protagonista ad ogni sua richiesta.
Successivamente, il cacciatore consegna alcuni materiali (1500 Punti Risorsa, Pelli di Gigginox, Speroni di Rathian e Rathalos e del minerale Machalite) a Junior per permettergli di stabilire un accampamento esattamente sopra la tana del Ceadeus, garantendo così al protagonista un rapido ingresso. Proprio quando tutto sembra andare per il migliore dei modi, la Gilda torna alla carica, ordinando l'immediata evacuazione di Moga per evitare che il cacciatore e Zuccherino compiano "gesti sconsiderati". Così, il protagonista è costretto ad abbattere un Uragaan per convincere l'organizzazione della loro onestà. Il piano va a buon fine grazie a Zuccherino, che invia una lettera alla Gilda nella quale afferma che lei ed il cacciatore sorveglieranno l'evacuazione, garantendo così al protagonista un escamotage per rimanere ed eliminare il Drago Anziano.
Terminati i preparativi, ha inizio la missione: facendo indossare ad uno dei due Shakalaka (spetta al giocatore scegliere quale) la Maschera Antica, il protagonista si tuffa in mare ed affronta il Ceadeus, che si presenta come un titanico mostro simile ad una balena dotata di enormi corni, il sinistro molto più grande del destro. Tuttavia, durante lo scontro, il cacciatore scopre la totale non ostilità del mostro, il quale stava semplicemente sbattendo il corno sinistro contro il fondale per alleviarne il dolore, in quanto con il passare degli anni, esso gli avrebbe lentamente coperto l'occhio sinistro. Dopo una lunga lotta, il protagonista ferisce gravemente il Drago Anziano che viene così intrappolato. 
Il duello finale ha luogo nelle rovine ormai sommerse del villaggio costruito dagli antenati, dove cacciatore e bestia si affrontano in un duello all'ultimo sangue, con il Ceadeus che sfodera finalmente tutta la sua forza. Dopo un lungo ed estenuante scontro, grazie alle Catapulte Subacquee ed all'Ammazzadraghi presenti nelle rovine, il protagonista riesce a spezzare di netto il corno sinistro del mostro il quale, finalmente libero dal dolore, abbandona le acquee limitrofe a Moga e scompare per sempre. Così, a Moga torna la pace: il Capitano del Mercantile dona al cacciatore la sua Spada Lunga e la Gilda, pur conscia del fatto che il protagonista e la sua fidata referente le hanno mentito, decide di non licenziarli e di, al contrario, promuoverli, concedendo al protagonista di accettare missioni di Alto Grado, a patto che resti a proteggere Moga. Un ultimo filmato che mostra una grande festa al villaggio conclude il gioco ed il cacciatore si stabilisce definitivamente a Moga per proteggerla da eventuali minacce.
In questa versione espansa del gioco, la trama prosegue: la Gilda, infatti, prima di assegnare definitivamente al cacciatore l'autorizzazione per cacciare nell'Alto Grado, decide di metterlo un'ultima volta alla prova, assegnandogli la caccia alla prima Sottospecie. Questa categoria è composta da nientedimeno che esemplari di mostri la cui ecologia è stata pesantemente modificata a causa di alcune caratteristiche; l'Alto Grado sembra essere pieno di cacce a Sottospecie, in quanto a detta della Gilda, il Ceadeus ha sconvolto completamente l'ecosistema locale. La prima Sottospecie che il protagonista affronta è un Ludroth Purpureo, controparte del Ludroth Reale che, in seguito alla sua permanenza senza il suo harem di femmine, ha sviluppato la capacità di controllare il veleno invece che l'acqua e che abita una nuova mappa: le Cime Nebbiose.
Una volta abbattuto il Ludroth Purpureo, il cacciatore ha ufficialmente raggiunto l'Alto Grado (indicato dalle missioni dalle 6 stelle in su) e viene letteralmente sommerso da missioni diverse (la stessa Zuccherino non riesce a capacitarsi di come la Gilda faccia a gestire tutte queste richieste contemporaneamente), riguardanti cacce a mostri diversi, tra i quali anche due nuove Sottospecie: un Qurupeco Cremisi, controparte di Qurupeco dai colori sgargianti e con due pietre voltaiche situate sulle ali invece che due pietre focaie (e capace, di conseguenza, di utilizzare attacchi elettrici invece che incendiari) nella Foresta Inondata ed una Rathian Rosa, controparte di Rathian dal colore rosato e capace di attacchi ancora più letali con la coda ed il soffio infuocato, sulle Cime Nebbiose. Successivamente, il protagonista viene inviato sull'Isola Deserta per occuparsi di alcune Jaggia e fa un terrificante incontro: infatti, una volta raggiunta la tana delle Jaggia, fa il suo ingresso un gigantesco mostro simile ad un dinosauro che divora in un solo morso il Gran Jaggi a capo del branco. Mentre il protagonista si dà alla fuga davanti al terribile colosso, Zuccherino gli comunica l'identità del mostro: è un terribile Wyvern Brutale del quale persino la Gilda sembra avere paura, un mostro capace di far estinguere delle specie e di distruggere interi ecosistemi solamente per placare il suo insaziabile appetito. Il suo nome è Deviljho.
Dopo aver concluso la missione ed essere scampato al terribile mostro, al cacciatore viene assegnata la prima missione urgente di Alto Grado: la Gilda sembra infatti molto grata nei confronti del cacciatore per essersi occupato di tutte le Sottospecie e decide di assegnargli come missione urgente la caccia ad un mostro normale: un Wyvern Acquatico di nome Plesioth che abita l'Isola Deserta. Occupatosi anche di questo mostro e raggiunte così le 7 stelle, il cacciatore si dedica alle prossime missioni assegnate dall'organizzazione: la caccia a 2 Volvidon nelle Piane Sabbiose e delle missioni contro due nuove Sottospecie: un Barroth di Giada (controparte di Barroth che vive nella Tundra e si ricopre di ghiaccio anziché di fango) ed un Gigginox Malefico (controparte di Gigginox che abita anch'essa la Tundra ma che controlla l'energia elettrica invece che il veleno). Nel mentre, tuttavia, il Capitano del Mercantile afferma che nel suo villaggio d'origine (chiamato Wyverlandia) si sta parlando molto di un particolare mostro che sembra causare immense esplosioni grazie ad una melma che esso stesso produce, stuzzicando così la curiosità di Zuccherino, che mette letteralmente sotto torchio il marinaio, pur non riuscendo ad ottenere niente di interessante. Affrontati ed eliminati questi due mostri, l'aiuto del protagonista è richiesto da nientedimeno che i due Shakalaka: Cha-Cha e Kayamba. Quest'ultimo sembra aver infatti trovato la leggendaria Maschera Suprema che lui e Cha-Cha stavano cercando fin dall'inizio del gioco.
Tale maschera sembra essere stata rubata da un Rathalos che abita l'Isola Deserta e che è necessario cacciare. Una volta eliminato, tuttavia, la situazione non migliora, anzi... La Maschera Suprema sembra infatti essere molto diversa da come se la ricordassero i due Shakalaka: ora è, infatti, molto più scura ed il potere che emanava è completamente scomparso. Per sbeffeggiare il compagno, Cha-Cha autorizza quindi Kayamba a tenere la maschera. Nonostante la disperazione dei due piccoli compagni del cacciatore, questi non può fermarsi; la caccia al Rathalos è stata infatti considerata una missione urgente dalla Gilda, che lo autorizza ad intraprendere missioni ad 8 stelle. Dopo aver affrontato i mostri bersaglio delle missioni assegnategli dalla Gilda (ovvero un Lagiacrus, un Agnaktor ed un Duramboros), il protagonista viene informato da Zuccherino e dal Capitano del Mercantile del terribile mostro che, apparentemente, minaccia Wyverlandia: è un Wyvern Brutale totalmente sconosciuto alla Gilda che pare essere capace di rilasciare grazie alle sue zampe anteriori ed al suo corno una melma verdognola che esplode dopo breve tempo. Il cacciatore viene quindi inviato nel Vulcano ad eliminare questa terribile creatura, ora ribattezzata come Brachydios, il Wyvern Frantumante.

## Armi
Monster Hunter 3 Ultimate si basa su un sistema di combattimento diviso in due classi: Spadaccino e Artigliere. In totale ci sono 12 tipi di armi diverse, di cui 3 per Artigliere e 9 per Spadaccino.

### Spadaccino
- Spadone: Grande spada pesante basata su un sistema di carica del proprio colpo. È uno dei 4 tipi di armi nel gioco che arrivano sopra i 1000 punti di danno, il che la rende molto potente.
- Spada Lunga: Simile ad una lunga katana, utilizza un indicatore chiamato "Barra Spirito" che sale con il colpire i mostri. Una volta riempito il giocatore è in grado di eseguire una devastante "Combo Spirito" che, se mandata a segno, aumenterà il danno dell'arma per un certo periodo di tempo.
- Spada e Scudo: Veloce arma che conta sia sul danno grezzo che sul danno elementale. Lo scudo è in grado di bloccare gli attacchi dei mostri ed è possibile usare gli oggetti senza mettere via la lama.
- Doppie Lame: Simili alla Spada e Scudo, ma più orientate all'attacco. Contano sulla "Demonizzazione" che rende gli attacchi più veloci ed aggressivi in cambio di un costante uso di Stamina.
- Martello: Arma pesante che può mettere KO i mostri assestando abbastanza colpi alla loro testa. Una delle 4 armi che raggiunge sopra i 1000 punti di danno.
- Corno da Caccia: Simile al Martello, può suonare canzoni che migliorano il giocatore grazie alla "Modalità Recital". Anch'esso in grado di mettere KO i mostri, è una delle 4 armi che superano i 1000 punti di danno.
- Lancia: Strumento dotato di un grande scudo in grado di bloccare la maggior parte degli attacchi dei mostri. Consente di inanellare varie combo di tre affondi ciascuna.
- Lancia-Fucile: Arma ispirata alla Lancia che può usare delle "Shell", ossia dei proiettili esplosivi a corto raggio. Il suo "Fuoco Wyvern" è una mossa devastante che combina 4 Shell in una grande esplosione.
- Spadascia/Ascia Cangiante: Arma particolare in grado di trasformarsi in due forme diverse: Forma Ascia e Forma Spada. La Forma Spada è in grado di usare delle "fiale" che amplificano certi effetti.

### Artigliere
- Balestra Leggera: Arma in grado di usare una grande varietà di proiettili. Ha l'abilità di "Fuoco Rapido" che permette di sparare più proiettili usandone uno solo. Dopo aver raggiunto il Grado G si ottiene l'abilità di rimuovere il limitatore della Balestra, che permette di avere un danno più alto e di caricare tutti i tipi di proiettili in un colpo solo. Così facendo però, si perde l'abilità di Fuoco Rapido.
- Balestra Pesante: Arma più lenta della Balestra Leggera che ha il danno più alto delle armi da Artigliere. Ha l'abilità di "Fuoco da Accovacciato" che permette di caricare una miriade di proiettili e spararli senza pause nel mezzo. Una volta raggiunto il Grado G si ottiene l'abilità di rimuovere il limitatore, che Aumenterà l'attacco e permetterà di usare i "Proiettili Fuoco Wyvern". In cambio però si perde la modalità Fuoco da Accovacciato.
- Arco: Versatile strumento che può essere caricato per ottenere colpi più potenti. Può usare diverse boccette che danno speciali effetti alle frecce. Il fatto che ci si può muovere mentre si carica lo rende molto rapido ed efficace